# 涟水 (湘江支流)
涟水，初名“骆马江”，后名“甘溪”，湘江中游一级支流。源出新邵县观音山西南麓。流经新邵县、涟源市、娄底娄星区、双峰县、湘乡市、湘潭县等市县，于湘潭县河口镇湘河口汇入湘江，全长232公里，流域面积7150平方公里。韶山灌区的主要水源。双峰县杏子铺镇内的溪囗建有大坝，在其上游湘乡段形成水府庙水库，水库不仅为湖南省四大水库之一，而且水面与周围景色秀丽，为一风景区。

## 延伸閱讀
[在维基数据编辑]
 《欽定古今圖書集成·方輿彙編·山川典·漣水部》，出自陈梦雷《古今圖書集成》